# Friezen om utens
Friezen om utens zijn buiten Friesland wonende Friezen. In het bijzonder is het een aanduiding van degenen die zich in een gezelschap in binnen- of buitenland hebben georganiseerd (Londen, Verenigde Staten en Canada).
Doordat veel Friezen uit Friesland geëmigreerd zijn, is het aantal Friezen om utens groot. De eerste generatie houdt meestal de taal en levensstijl van Friesland in ere. Daarna gaan de Friezen om utens meestal in de nieuwe gemeenschap op.

## Trivia
- Het blad van de 'Boun fan Fryske Selskippen bûten Fryslân' dat vanaf 1933 verscheen heet De Fries om utens.